# 大和川

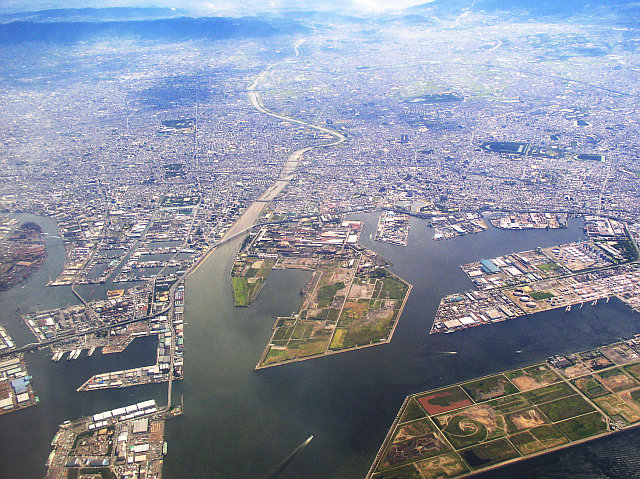
大和川河口付近の航空写真

大和川（やまとがわ）は、奈良県および大阪府を流れ、大阪湾に注ぐ一級水系の本流。
川の名前は大和国・大和盆地に由来する。
2004年から2006年まで全国で最も汚い一級河川だったが、全国でも最大級の処理水量の浄化施設の設置や自治体や市民のイベント参加など地道な努力で、2024年には「過去10年間で水質が大幅に改善されている河川」で日本1位に選ばれるなど、現在は本来の綺麗で透明な水の姿を取り戻しておりアユやウナギが確認できる。

## 地理・概要
奈良県桜井市の北東部、貝ヶ平山（かいがひらやま、標高822m）近辺を源流としており、上流部では初瀬川と称される。奈良盆地を西に向かって流れつつ、佐保川、曽我川、葛城川、高田川、竜田川、富雄川など盆地内の大半の河川を生駒山系の手前までに合わせる。生駒山系と葛城山系の間を抜けて、大阪平野に出ると柏原市で南河内を流れてきた石川と合流してまっすぐ西へと流れ、大阪市と堺市の間で大阪湾に流れ込む。
下流域は国土交通省（大和川河川事務所）の直轄管理となっているが、大和郡山市額田部南町・川西町大字吐田付近（奈良県浄化センターの南）より上流は奈良県（桜井土木事務所）管轄となる。管理境界地点の看板には下流は「大和川」、上流は「初瀬川」と記されており、この地点より上流が初瀬川と通称される。ただしあくまでも河川法上は源流まで大和川である。上流の橋の欄干や地図上では大和川と記されている。
奈良県から大阪府へ抜ける峡谷は、「亀の瀬」と呼ばれる地滑り多発地帯。同区間を走る関西本線（大和路線）や国道25号も過去に度々被害を受け、関西本線は路線を付け替えている。
また流域の奈良県などで下水道普及が遅れているなどの原因で水質の悪い一級河川の一つであり、2009年の調査では関東の綾瀬川に次いでワースト2位であった。現在は以前と比べて水質が大幅に改善されており、2010年調査ではワースト3位まで改善して環境省の水質基準も満たしている。2007年11月には、アユの産卵も確認された。なお、水質が悪くなる前より、古くからシラスウナギ（ウナギの稚魚）が採れることでも知られている。

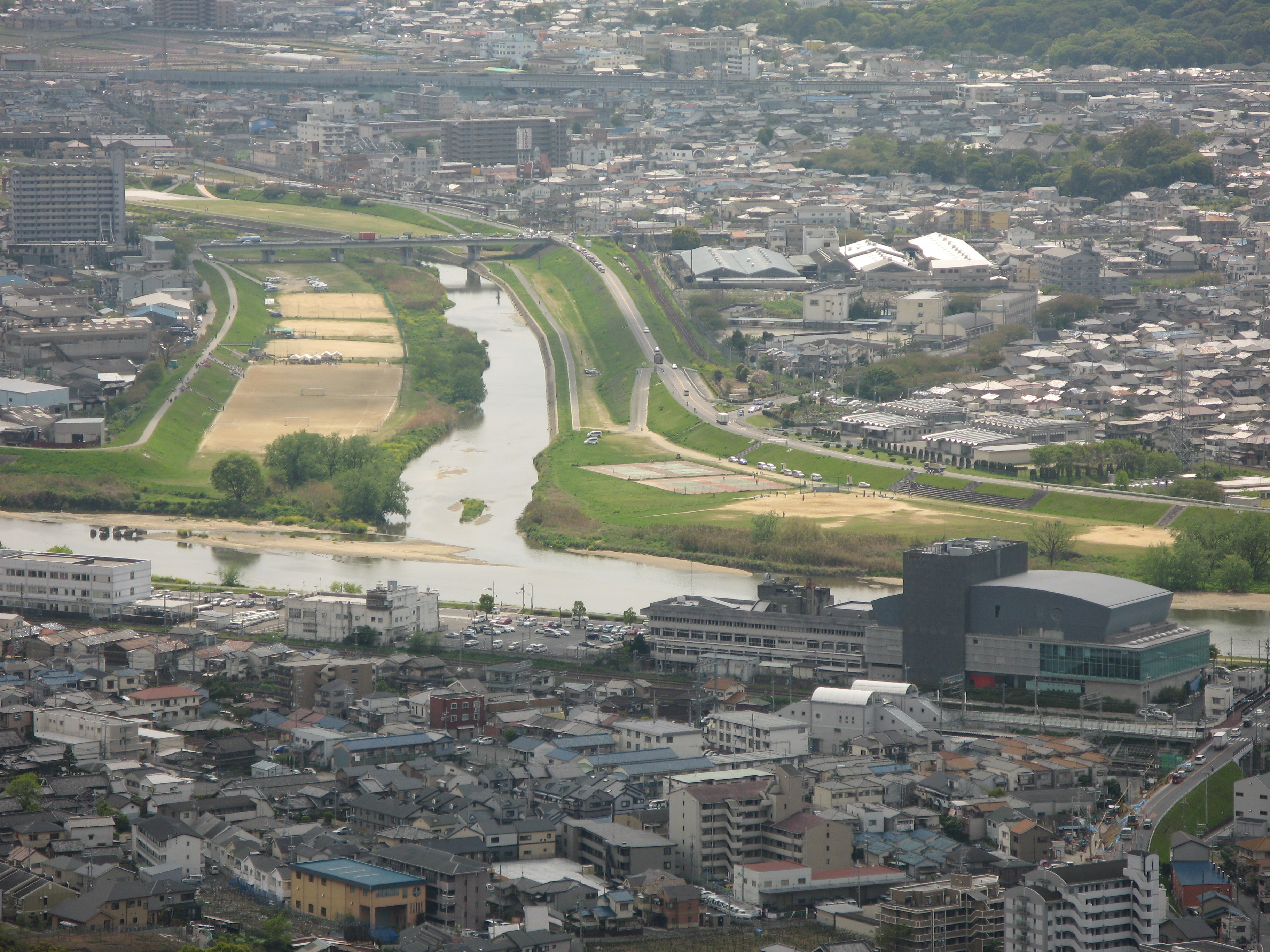
石川の合流部（柏原市・藤井寺市）
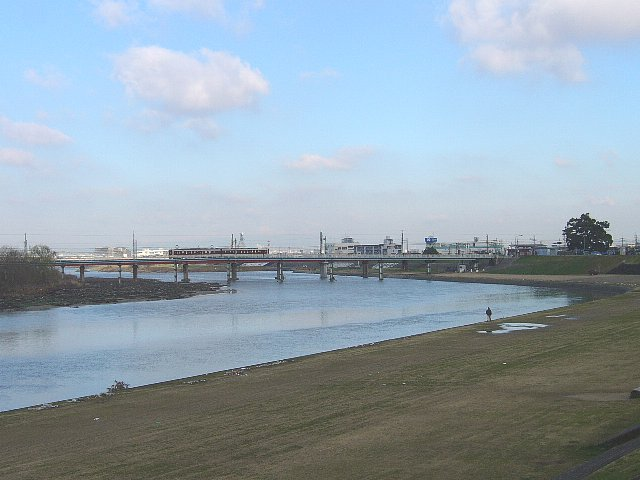
近鉄道明寺線鉄橋（柏原市安堂）
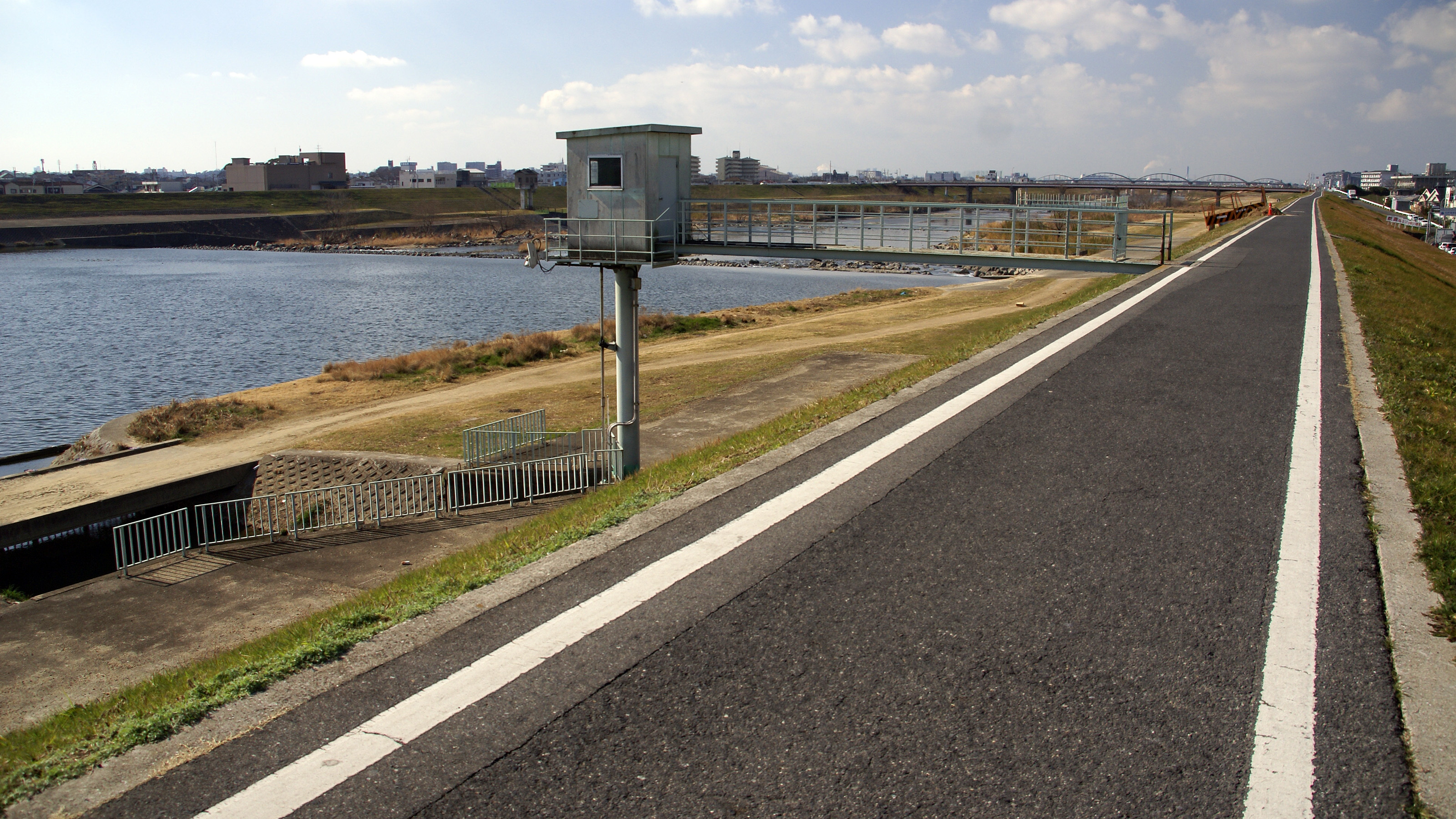
堤防上のサイクリングコース（柏原市）
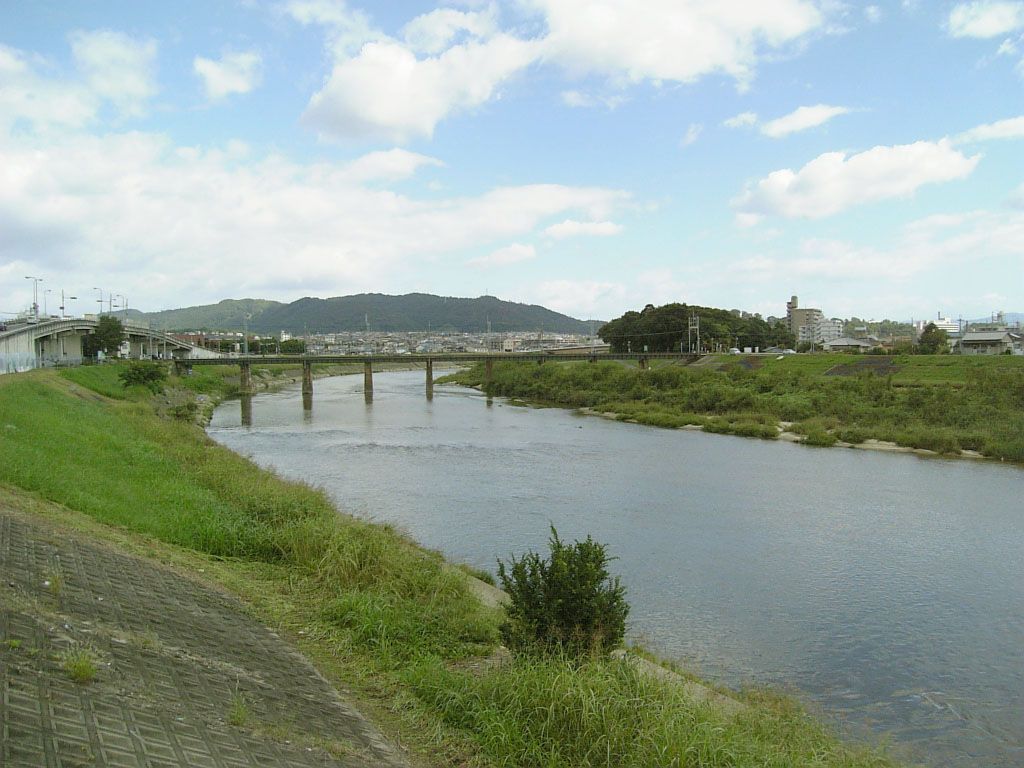
生駒郡三郷町立野北にて上流方向を撮影
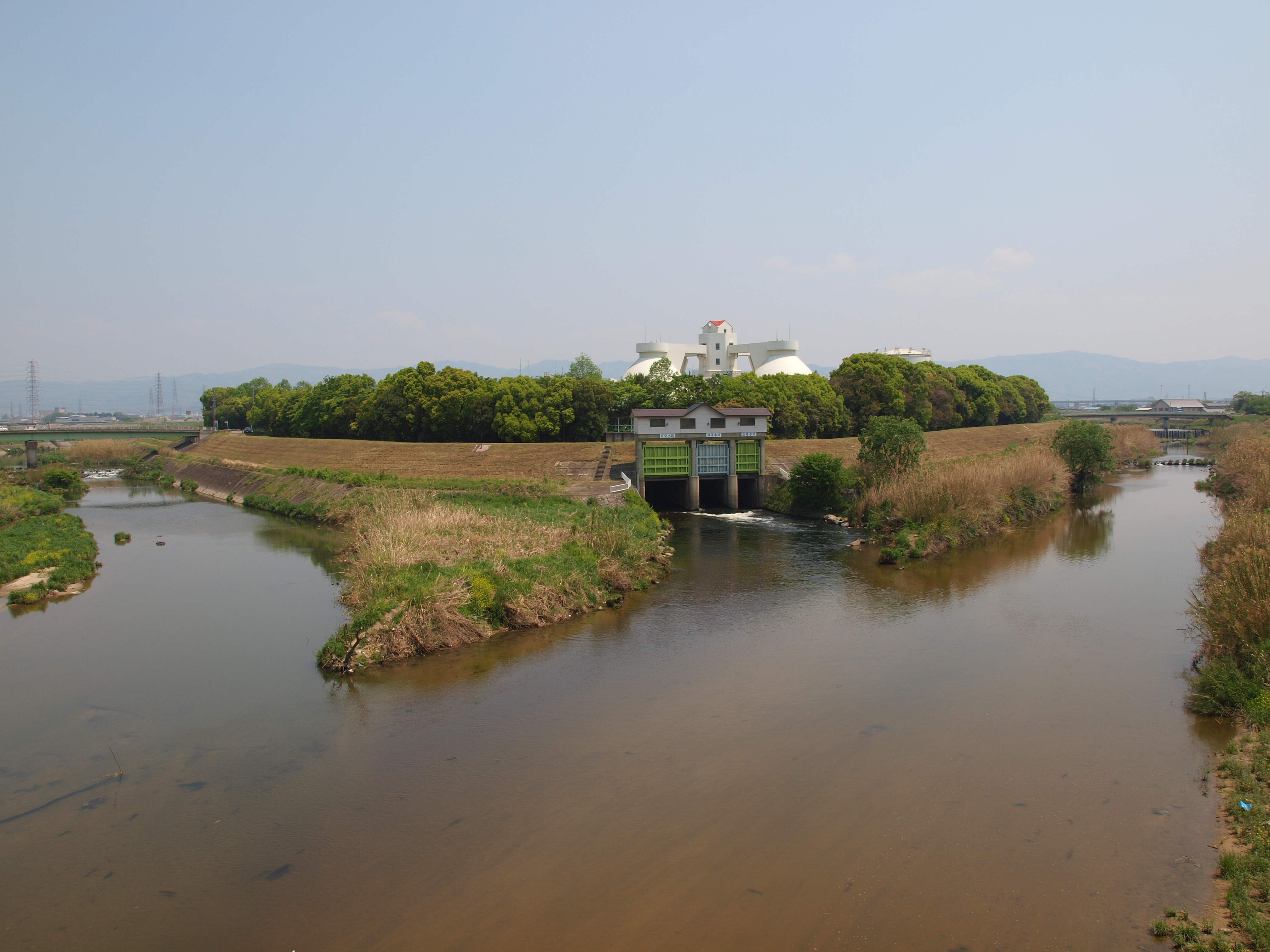
佐保川（左）との合流地点（大和郡山市・川西町） 中央は奈良県浄化センターの出水口
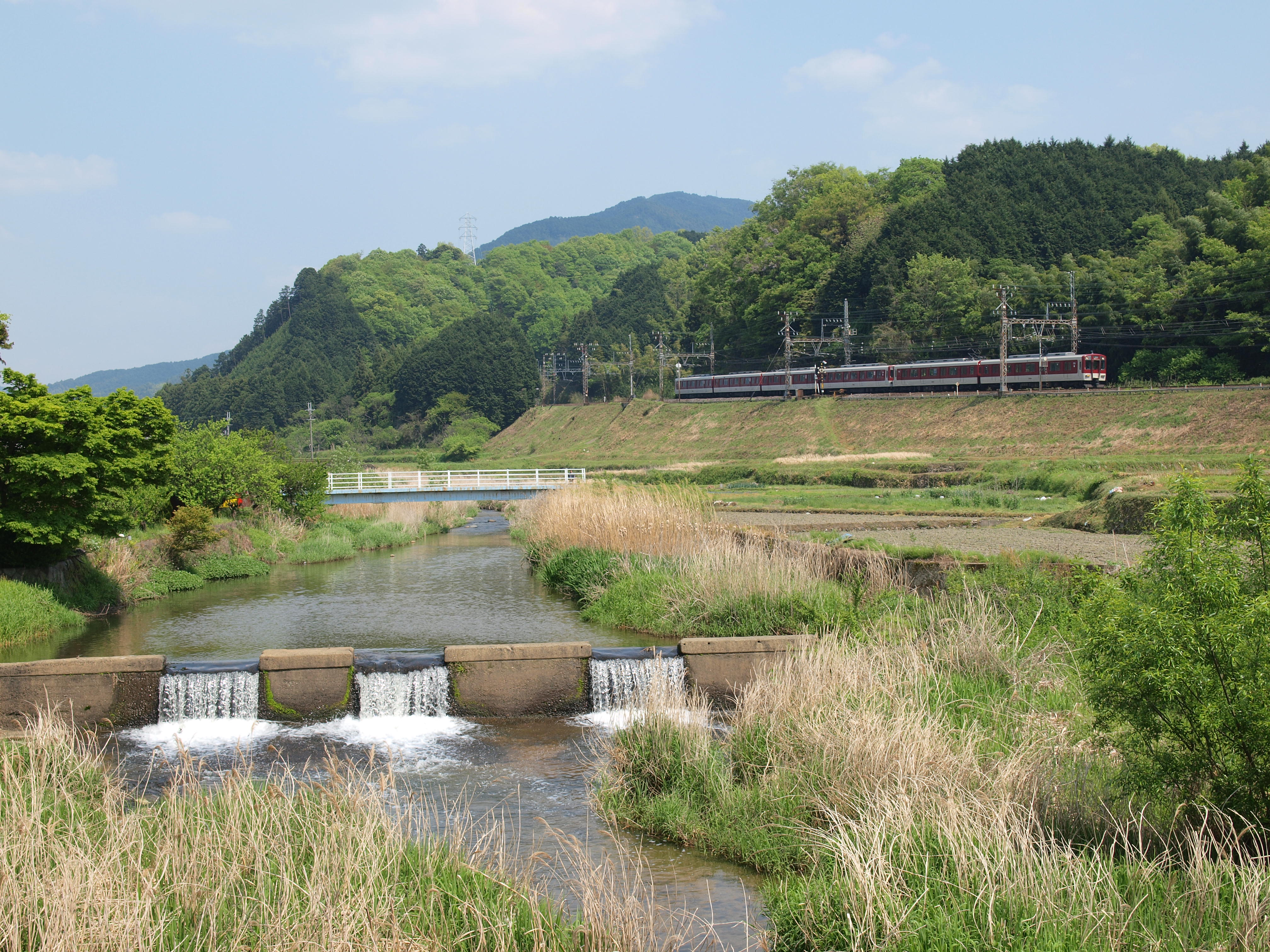
近鉄大阪線大和朝倉 - 長谷寺間に沿って流れる（桜井市）

## 治水・流路変更の歴史
かつては生駒山系を抜けて現在の柏原市付近で石川と合流すると、その流れに乗るように北へ流れ、河内平野に大きな湖（草香江（くさかえ）、または河内湖）をつくって古い時代の淀川を合わせ、上町台地の北で海へと出る流路を為していた。河内湖は次第に土砂により埋まり、河内平野へと変わっていったが、基本的にはこの一帯は上町台地にさえぎられた低い湿地帯であり、江戸時代までは大和川の分流や多くの池を残していた。
江戸時代半ばごろまでの古い大和川は、柏原市の北で長瀬川（久宝寺川ともいう、本流）・楠根川・玉串川（吉田川と菱江川に分流）など幾筋にも分かれ、吉田川など一部は寝屋川が注ぎ込む深野池（大東市周辺）・新開池（東大阪市の鴻池新田周辺）の両池に注ぎこんでいた。これらの池の水と長瀬川本流は現在の大阪市鶴見区放出周辺で合流し、さらに淀川支流の古川、同じく河内平野を流れる平野川と次々合流しながら上町台地の北（現在の天満橋の辺り）でやっと淀川（大川）本流に合流していた。淀川はそこからまた安治川や木津川など多くの川に分かれ、デルタ地帯を形成しながら海へ流れていた。
これら大和川の支流は土砂が堆積した天井川で、たびたび河内平野は氾濫の被害にあった。河内平野の洪水防止や農業開発を目的として流路を西へ付け替える構想は古くは奈良時代以前からあり、治水工事の歴史は古墳時代に遡る。

### 江戸時代の付け替え計画以前

#### 仁徳天皇による堀江掘削
『日本書紀』巻十一の仁徳天皇十一年十月の条に、『宮（高津宮）北の郊原を掘りて、南の水（大和川）引きて西の海（大阪湾）に入る。困りて其の水を号けて堀江という。又、将に北の河のこみを防がんとして、以て茨田堤を築く』とあり、上町台地の北端、現在の大阪城の北側の大川から中之島方面へ通じる水路を掘ったとされ、大和川の排水を促す工事としては最初のものであり、淀川左岸の築堤とともに日本で初めての大規模治水工事と考えられている。

#### 和気清麻呂の工事
律令制制定以降もたびたび大和川流域一帯で護岸工事が行われ、『続日本紀』巻第三十の記述によると、弓削道鏡による西京建設と前後して、神護景雲4年7月（770年）、河内国志紀郡・渋川郡・茨田郡付近の護岸工事がのべ3万人余りの労力で行われたとある。
その後、『続紀』巻第三十九によると、延暦7年（788年）ごろに和気清麻呂により河内川（現在の平野川）を西へ分流させるべく本格的な流路変更が試みられた。のべ23万人の労力で現在の四天王寺の南付近を掘削する工事が行われたが、上町台地の高さの前に挫折した。現在の天王寺区・阿倍野区の地名である「堀越」「北河掘町」「南河堀町」「堀越神社」などの名はこの工事が由来していると言われている。

#### 中世
平安時代以降も大和川流域の洪水被害は頻発していた。堤防補修費用捻出のために弘仁3年（812年）には「出挙」とよばれる利子付貸し付けを行い、その利子を工事費に充てることも行われた。さらに、『日本三代実録』の記述によると、貞観12年（870年）には河内国の水害や堤を調査する役人や築堤を担当する役人が任命されるなど、国家事業として大和川治水が行われていた。

#### 江戸時代初期
豊臣秀吉が日本全土を平定し、大坂に城下町を整備するのに合わせて淀川・大和川水系の治水工事も大がかりに行われ、断続的だった堤防はこの頃には連続のものになっていく。江戸時代には「国役堤」として江戸幕府直轄の管理下におかれ、堤防の管理・保全が行われた。
このころには大和川の流路は人為的に固定されてしまったため、上流からの土砂は逃げ場を失い、川底に堆積し、天井川となっていった。堤防決壊による洪水被害も起こりやすくなり、被害の復旧、堤防のかさ上げや川浚えなどに多額の費用と労力が費やされた。

### 江戸時代の川違え（付け替え）工事
度重なる被害の大きさに、河内の大和川流域の村々から付け替えの機運が起こり、現在の東大阪市にあった今米村の庄屋、中甚兵衛らが河内の農村をとりまとめ何度も幕府に請願し続けた。新しい川の流路となる村々からも付け替え反対の請願が起こったが、1703年（元禄16年）10月、幕府はついに公儀普請を決定する。
翌1704年（宝永元年）2月より付け替え工事が開始された。工事開始直後の同年3月には、前年より手伝普請を命ぜられていた播磨姫路藩主の本多忠国が死去したため、工事は一時中断され、姫路藩は手伝普請から外れることになった。しかし、同年4月に播磨明石藩主の松平直常、和泉岸和田藩主の岡部長泰、摂津三田藩主の九鬼隆久に手伝普請が命ぜられ、工事が再開された。なお、これら3藩の石高の合計は14万9千石（明石藩：6万石、岸和田藩：5万3千石、三田藩：3万6千石）で、石高15万石の姫路藩と同規模になる。
同年6月には大和高取藩主の植村家敬、丹波柏原藩主の織田信休にも手伝普請が命ぜられ、これら5藩によって工区を分担するなど効率的に工事が進められた結果、工事開始からわずか8ヶ月後の同年10月、大和川は現在のように堺の北へ向けて西流するようになった。
詳細は「大和川付替え」と「中甚兵衛」を参照

#### 付け替えによる影響
大和川の旧流路にあたる中河内では河川敷の跡地や大きな池の跡地が新田（深野池は深野新田などに、新開池は鴻池新田などに）となり、とくに川床跡の砂地に適した木綿栽培や綿業がさかんになった。
一方、新しい大和川（「新大和川」）の通った現在の松原市、大阪市南部の平野区などは多くの農地を失った上、もとあった川が新しい川に分断されて、上流側では大和川手前で水があふれ下流側では水量が減り、困窮する結果となった。かつて農業用水確保のために造られた依網池を地形の問題などで分断せざるを得ず、池は埋め立てや土砂の堆積などで消滅した。さらにすぐ下流の浅香山付近の高台を避けるために急激なカーブとなったため、付近は新たな氾濫地帯となった。
大量の土砂が河内平野や大坂に流れなくなり、大坂の港や河川は港湾機能を若干回復したが、代わりに堺に運ばれるようになり、北側の河口付近に大量の土砂が堆積していった。その結果、河口の南には新たな新田が開墾された。また、戎島付近の港にも土砂が堆積するようになり、堺の港湾都市としての地位は低下した。
1868年（明治元年）5月18日、近畿地方を襲った豪雨により新大和川が氾濫。流域の人家数千戸が浸水、溺死者数百人。
1871年（明治4年）9月、それまで堺の街の中を通っていた摂津国と和泉国との国境が大和川に変更された。
2004年は大和川付け替え工事（1704年）から300周年にあたるため、様々な行事が行われた。

### 亀の瀬地すべり

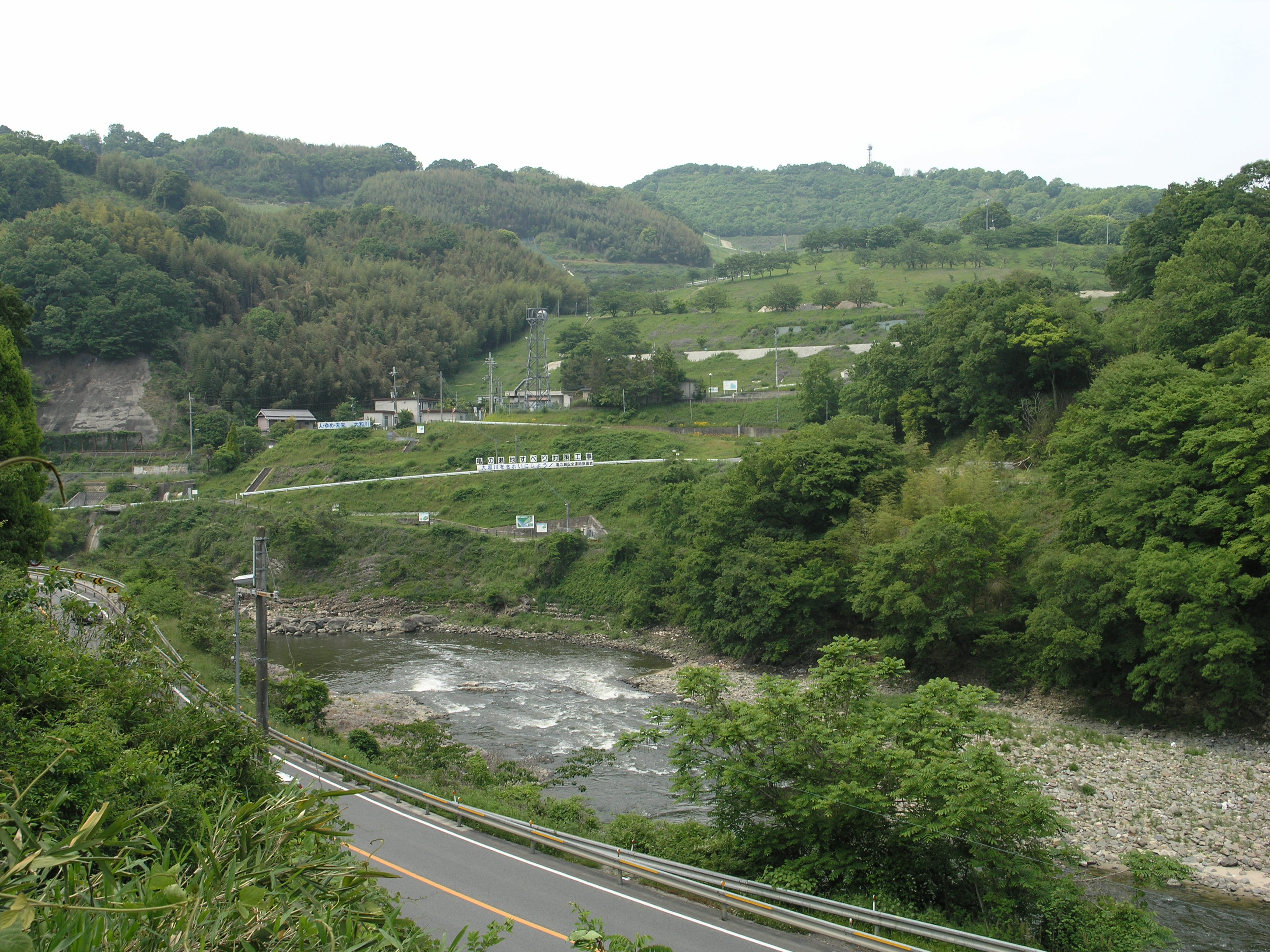
亀の瀬（柏原市峠）の地滑り対策地区

大和川中流域・大阪府柏原市峠、奈良県北葛城郡王寺町藤井付近は小高い山に挟まれて川は渓谷状となっており、旧い地名から「亀の瀬渓谷」とよばれている。このあたりは古くからたびたび地すべりが起こっていた。明治以降では主に1903年（明治36年）、1931・1932年（昭和6・7年）、1967年（昭和42年）に発生している。
1931年（昭和6年）から翌年にかけての地すべりは特に大規模となった。地すべり面の最低位置にあたる大和川の川床が36mほど隆起して流路をせき止めて天然ダムを形成してしまったため、同年7月には上流の王寺町内にて住宅が浸水する被害が出た。
地すべりの影響で関西本線の亀ノ瀬トンネルが崩壊したためこの区間は徒歩連絡とせざるを得なくなった。関西本線は該当区間を橋で大和川を越えて南岸の地すべりの影響のない位置にトンネルを掘って迂回するルート切り替えが行われた。
現在、地すべりを起こした斜面の崩落を防ぐために対策事業を行っている。1962年（昭和37年）に直轄施工区域に指定され、直轄工事が開始された。ひとたび地すべりが発生すると川がせき止められ、二次災害に繋がりかねないため、国土交通省近畿地方整備局 大和川河川事務所の管轄のもと、大規模な対策事業と監視がおこなわれている。

### 奈良県内の流路変更

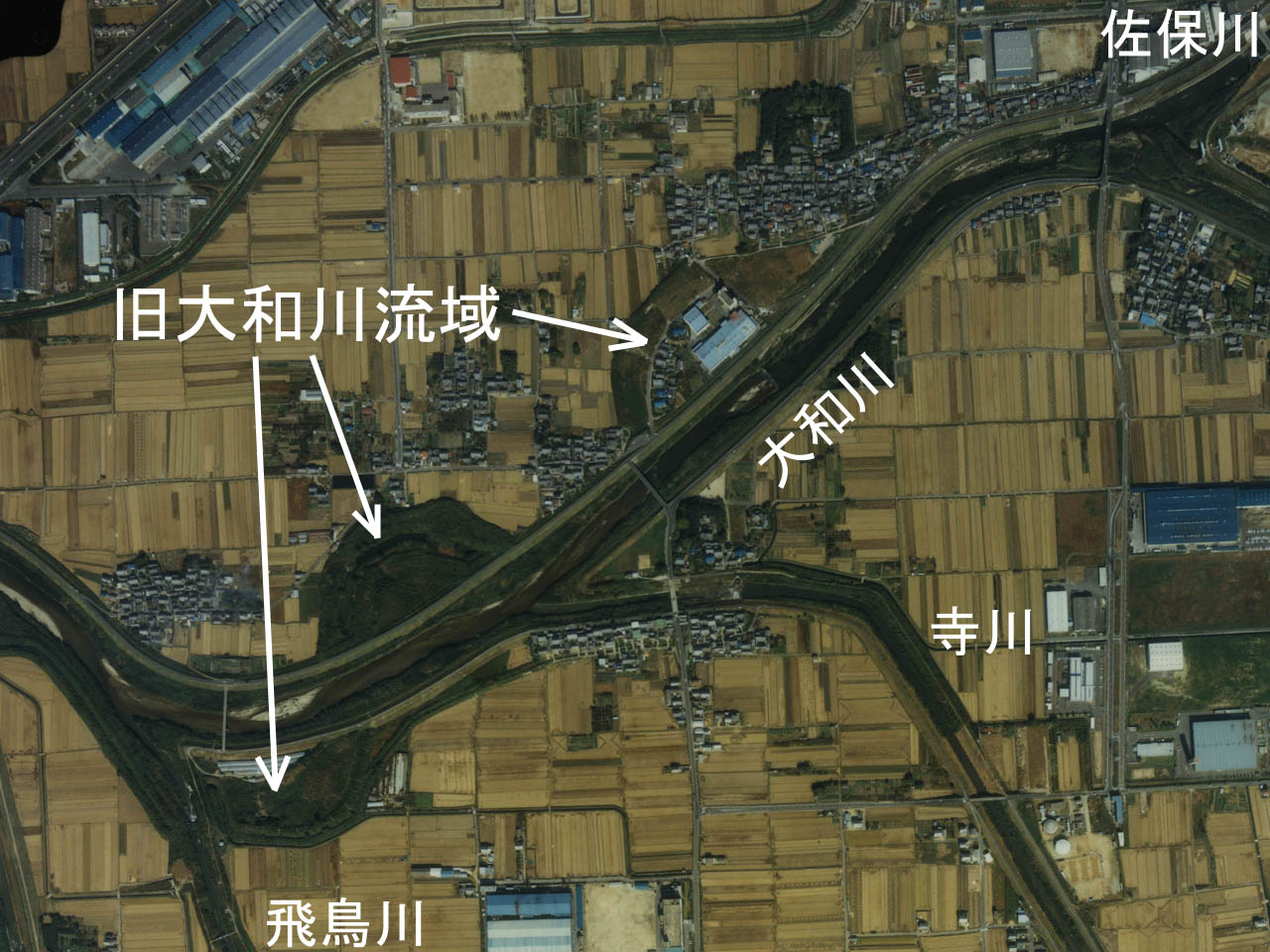
大和川（奈良県安堵町・川西町付近、1985年撮影）

中河内の川違えのような大規模な流路変更ではないものの、奈良県内においても流路変更工事が行われている。
飛鳥川合流地点付近から東（上流）へ佐保川合流地点の少し西あたりまで、生駒郡安堵町と磯城郡川西町の町境が現在の流路を縫うように曲がりくねっており、その境界がかつての大和川流路だった名残である。
この辺りは前述のほか、寺川など多くの支流が合流し、かつては大雨が降ると流量が増してたびたび氾濫を引き起こしていた。付近住民は県や政府に治水対策を訴えていたが、昭和10年代に曲がりくねっていた流路をまっすぐに変更する工事を開始し、戦争による中断を経て完成している。2017年現在も旧流路跡は周囲のように田畑としては開発されておらず、航空写真等でその痕跡を確認できる。

## 流域の自治体
奈良県
桜井市、磯城郡田原本町、天理市、生駒郡安堵町、大和郡山市、磯城郡川西町、北葛城郡河合町、生駒郡斑鳩町、北葛城郡王寺町、生駒郡三郷町
大阪府
柏原市、藤井寺市、八尾市、松原市、堺市（堺区、北区）、大阪市（平野区、東住吉区、住吉区、住之江区）

## 主な支流
奈良県
- 葛下川
- 曽我川
  - 葛城川
  - 高田川
  - 高取川
- 寺川
  - 米川
- 飛鳥川
- 佐保川
  - 秋篠川
  - 高瀬川
  - 地蔵院川
  - 岩井川
- 富雄川
- 竜田川
- 布留川
- 能登川

大阪府
- 石川
  - 千早川
  - 飛鳥川
- 西除川
  - 狭間川
  - 光竜寺川
- 東除川
  - 落堀川

## 橋梁
（国土交通省直轄管理流域でウェブ上で名称が確認できるものを記載）

### 奈良県
（初瀬川）－板屋ヶ瀬橋－馬場尻橋－太子橋－西名阪自動車道－御幸橋－御幸大橋－大城橋－関西本線－昭和橋－若草橋－明治橋－近鉄生駒線－多聞橋－関西本線－神前橋－関西本線－大正橋－（大阪府）

### 大阪府
（奈良県）－亀の瀬橋－関西本線（第四大和川橋梁）－弁天橋－国分寺大橋－川端橋－関西本線－芝山橋－関西本線－国豊橋－近鉄大阪線－新大和橋－近鉄道明寺線－河内橋－新大井橋－大正橋－近畿自動車道・新明治橋－明治橋－高野大橋－瓜破大橋－近鉄南大阪線－下高野橋－行基大橋－吾彦大橋・Osaka Metro御堂筋線（地下）－阪和線－南海高野線－遠里小野橋－阪堺電気軌道阪堺線－大和橋－南海本線－阪神高速15号堺線－大和川大橋－阪堺大橋－阪神高速4号湾岸線－（河口）

## 大和川水系流域にある上下水道施設

### 奈良県
- 大和川上流・宇陀川流域下水道「第二浄化センター」（広陵町）

大和川に流入する曽我川と高田川の合流部に位置する下水処理場。昭和59年4月供用開始。支流の曽我川に排水している。
- 大和川上流・宇陀川流域下水道「浄化センター」（大和郡山市）

大和川と佐保川の合流部に位置する下水処理場。 昭和49年6月供用開始。合流部に排水口がある。敷地内には緑豊かな公園と、ファミリープールや野球場などの施設があり、県民の集う憩いの場としても利用されている。

### 大阪府
- 大和川下流流域下水道「大井水みらいセンター」（藤井寺市）

大和川と石川の合流部、国道170号線新大井橋側に位置する下水処理場。平成8年8月供用開始。大和川流域の下水処理場で初めて窒素リンを除去する高度処理が導入された下水処理場。また上部が「ふれあいランド」として整備され一般開放され、噴水や公衆トイレに汚水処理された水を再利用している。
- 大和川下流流域下水道「狭山水みらいセンター」（大阪狭山市）

大和川に流入する石川、西除川の上流域を処理区とした下水処理場。昭和55年7月供用開始。周辺環境に合わせ処理場上部を「せせらぎの丘」「かがやき広場」として整備されている。
- 大和川下流流域下水道「今池水みらいセンター」（松原市）

大和川に流入する西除川、東除川の下流域の下水処理をする下水処理場。昭和60年6月供用開始。省エネルギーの取り組みについて、平成21年度省エネ大賞・経済産業大臣賞を受賞した。また処理場上部は「風の広場」「虹の広場」として整備されている。
- 堺市上下水道局「浅香山浄水場」（堺市堺区）

堺市堺区にある浄水場。明治43年4月通水。水質悪化に伴い大和川からの取水は昭和53年11月に中止し、以降は村野浄水場から送られてくる浄水の中継貯水池となっている。つつじの名所としても有名。
- 堺市上下水道局「三宝水再生センター」（堺市堺区）

大和川の河口付近の阪神高速4号湾岸線大和川橋梁と大阪府道29号大阪臨海線阪堺大橋の間に位置する下水処理場。昭和38年運転開始。

## 大和川水系にあるダム

### 奈良県
- 初瀬ダム - 大和川上流の桜井市初瀬にあるダム
- 天理ダム - 大和川水系布留川にあるダム[8]
- 大門ダム -  大和川水系大門川にあるダム[9]
- 岩井川ダム - 大和川水系岩井川にあるダム[10]
- 白川ダム - 大和川水系高瀬川の支流・楢川にあるダム[11]

### 大阪府
- 滝畑ダム - 大和川水系の一級河川・石川上流の河内長野市滝畑にあるダム
- 狭山池ダム - 大和川水系西除川・東除川にあるダム

## 伝説
大和川上流部の初瀬川周辺では、昔からおとぎ話「桃太郎」を連想させる伝説が伝えられている。
「昔大和国洪水の折に、初瀬川大いに漲り、大なる甕一つ流れ来たって三輪の社頭に止まる。土人開き見るに玉の如き一男子あり云々。後に又小舟に乗って播磨に着し、大荒明神となりけり。」（林羅山『本朝神社考』、柳田國男『桃太郎の誕生』）  
- むかし、大和国が洪水になったとき、初瀬川がひどく増水し、大きな瓶がひとつ流れてきて大神神社の前に止まった。土地の者がそれを割って中を見ると玉のような男の子がいたという。その後、その男の子は小さな舟に乗って播磨国に渡り、大荒明神となった。

## 参考資料
- 中九兵衛（十代目）著 『甚兵衛と大和川 ～北から西への改流・300年』
- 三谷秀治 著『河内義民伝』（新日本出版社、1989年12月）ISBN 4-406-01794-1